# El Copalar, Morelos
El Copalar är en ort i Mexiko.   Den ligger i kommunen Yautepec och delstaten Morelos, i den sydöstra delen av landet, 60 km söder om huvudstaden Mexico City. El Copalar ligger 1 193 meter över havet och antalet invånare är 162.
Terrängen runt El Copalar är huvudsakligen kuperad, men åt nordost är den platt. Runt El Copalar är det mycket tätbefolkat, med 1 361 invånare per kvadratkilometer. Närmaste större samhälle är Cuernavaca, 15,4 km nordväst om El Copalar. Omgivningarna runt El Copalar är en mosaik av jordbruksmark och naturlig växtlighet.